# Biomakt
Biomakt är en vetenskaplig term först nämnd av den franske idéhistorikern Michel Foucault på 1970-talet. Termen avser att förklara hur det moderna samhället genom ett antal avancerade makttekniker, exempelvis födelsekontroll och kontroll över kroppen, försöker kontrollera sina invånare. Foucault använde termen först under sina föreläsningar vid Collège de France, och skriftligen först i Viljan att veta (1976), Foucaults första del i Sexualitetens historia. Såväl Foucault som senare teoretiker har använt begreppet för att förklara det moderna samhällets maktmekanismer kopplat till framförallt föreställningar om människokroppen och den fysiska hälsan.

## Foucault
Med "biomakt" syftar Foucault till makt över populationer - makt över bios (liv). Biomakten vilar huvudsakligen på normer som internaliseras av människor, snarare än externa maktfigurer. Den uppmuntrar, förstärker, kontrollerar, övervakar, optimerar och organiserar krafterna under den. Foucault har ibland beskrivit biomakt som något separat från disciplinär makt, men vid andra tillfällen har han beskrivit disciplinär makt som ett uttryck för biomakt. Biomakten kan använda disciplinära tekniker, men fokuserar till skillnad från den disciplinära makten på populationer snarare än individer.
Biomakt studerar populationen avseende exempelvis antalet födslar, livslängd, folkhälsa, boende, migration, brott, vilka befolkningsgrupper som är överrepresenterade i normavvikelser (brott/kort livslängd/ohälsa/etc.) och försöker att korrigera dessa normavvikelser. Ett exempel är befolkningens genomsnittsålder. Biomakten intresserar sig för detta bland annat för att kunna förutspå stora förluster i arbetskraft, behov av äldreboenden, o.s.v. Ett ytterligare ett exmpel är att den fransk-kanadensiska provinsen Québec haft/har ett stort intresse av att bevara franskspråkigheten i populationen. För att åstadkomma detta har ekonomiska initiativ uppmuntrat fransktalande personer att flytta till landet/regionen. Det har även funnits krav på att icke-fransktalande barn lär sig franska i skolan. Ytterligare ett område av intresse för biomakten är sex, eftersom sex är kopplat till befolkningsökningen. På disciplinär nivå har människor som haft icke-reproduktivt sex/varit ointresserade av reproduktion behandlats för diagnoser såsom "perversion", "frigiditet", och "sexuell dysfunktion". På biopolitisk nivå har populationers användning av preventivmedel kartlagts, vissa befolkningsgrupper har uppmuntrats till att fortplanta sig medan andra befolkningsgrupper (såsom fattiga, sjuka, ogifta kvinnor, kriminella eller funktionsnedsatta) har motverkats från att fortplanta sig.
I biomaktens era har döden blivit en skandal och en katastrof, men trots detta har biomakten enligt Foucault skördat fler offer än någon annan maktform någonsin gjort. Under suverän makt kunde suveränen avrätta människor för att hävda sin makt, samt starta krig enkom för att expandera sitt kungarike eller dylikt. I den biopolitiska eran har krig och mord däremot berättigats med hänvisning till att "skydda livet". Till exempel har folkmord - såsom Nazitysklands försök till att utrota judar, psykiskt sjuka och funktionsnedsatta - försvarats med motiveringen att judar var ett hot mot den tyska hälsan och att medicinsk vård för psykiskt sjuka och funktionsnedsatta dränerade den tyska ekonomin. Enligt Nazityskland vore pengarna som spenderades på psykiskt sjuka och funktionsnedsatta bättre använda för att vårda "livsdugliga" tyskar. Chloë Taylor nämner även USA:s och Storbritanninens invasion av Irak som ett scenario där massmord betraktats som berättigat för att "skydda liv". Motiveringen var att Irak troddes ha massförstörelsevapen och kopplingar till Al-Qaeda. När Bush- och Blairadministrationerna inte hittade några massförstörelsevapen eller kopplingar till Al-Qaeda försvarades istället den militära inblandningen med att Saddam Hussein hade skadat sin egen befolkning. Taylor menar att krig i modern tid behöver "döljas" med "humanitär retorik", trots att krigen ofta medför humanitära katastrofer och stora mängder människor som måste fly från sina hem.
Under 1800-talet uppstod växande slumområden där fattiga, prostituterade och kriminella bosatte sig. Brott, sjukdom och alkoholism var varit i dessa områden, och medelklassen betraktade denna del av befolkningen som "lata" och "omoraliska". Medelklassen befarade även att denna "underklass" till slut skulle "ta över samhället" då underklassens befolkningsökning var högre än medelklassens. Detta gav upphov till den vetenskapliga disciplinen "eugenik"/"rashygien", vars grundare Francis Galton hade inspirerats av Charles Darwins teori om naturligt urval. Galton menade att samhället motverade det naturliga urvalet genom att hjälpa de svaga. Förespråkare av denna ideologi (socialdarwinism), såsom Herbert Spencer, har argumenterat för att det är bättre att låta fattiga, sjuka med flera dö snarare än att hjälpa dem på olika sätt. Detta motiveras då med att de "svagas" negativa kvaliteter skulle sprida sig till resten av befolkningen om de fick fortsätta leva och fortplanta sig. Det har dock även socialdarwinister/eugeniker som förespråkat interventioner som syftar till "förbättringar" i populationen, såsom Nazitysklands försök till att uppmuntra fortplantning hos "lämpliga" tyska kvinnor.